# Oligoklonale Banden
Der Begriff der oligoklonalen Banden (Abkürzung OKB bzw. engl. OCB) spielt in der Diagnostik des Nervenwassers (Liquor cerebrospinalis) eine Rolle. In der isoelektrischen Fokussierung stellen sich Immunglobuline vom Typ IgG als Banden dar. Wenn sich im Liquor, verglichen mit dem Serum, vermehrte Banden zeigen, lässt dies den Schluss auf eine Immunglobulinsynthese im zentralen Nervensystem zu. Dies ist ein Hinweis auf einen dort stattfindenden Entzündungsprozess, wie zum Beispiel bei der multiplen Sklerose.